# Tri-ethyleenglycoldimethylether
Tri-ethyleenglycoldimethylether, ook wel triglyme genoemd, is een organische verbinding uit de groep van glycolethers. Het is een heldere, kleurloze vloeistof met een lichte ethergeur. Ze wordt gebruikt als oplosmiddel voor chemische reacties, elektrolyten en hypergole (raket)brandstoffen, en als bestanddeel van hydraulische en remvloeistoffen.

## Toxicologie en veiligheid
Triglyme is ingedeeld als een stof die toxisch is voor de voortplanting.

## Verwante verbindingen
- 1,2-dimethoxyethaan (monoglyme)
- Bis(2-methoxyethyl)ether (diglyme)
- Tetra-ethyleenglycoldimethylether (tetraglyme)